# Compacta hirtaloidalis
Compacta hirtaloidalis is een vlinder uit de familie van de grasmotten (Crambidae), uit de onderfamilie van de Spilomelinae. De wetenschappelijke naam van deze soort is voor het eerst voorgesteld als Polygrammodes hirtaloidalis door Harrison Gray Dyar Jr. in een publicatie uit 1912.
De soort komt voor in het zuiden van de Verenigde Staten en Mexico.